# بوب سميث (لاعب كرة قدم بريطاني)
بوب سميث (بالإنجليزية: Bob Smith)‏ (1923 في المملكة المتحدة - ) هو لاعب كرة قدم بريطاني في مركز نصف الجناح. لعب مع مانشستر سيتي ونادي بليموث أرجايل ونادي توركي يونايتد وPontypridd United F.C. ‏.